# ルートヴィヒ・オットー・ツー・ザルム
ルートヴィヒ・オットー・ツー・ザルム（Ludwig Otto Fürst zu Salm, Wildgraf zu Daun und Kyrburg, Rheingraf zum Stein, 1674年10月24日 - 1738年11月23日）は、ドイツの諸侯。第5代ザルム侯（在位：1710年 - 1738年）。

## 生涯
神聖ローマ皇帝ヨーゼフ1世の侍従長だったザルム侯カール・テオドールとその妻でプファルツ＝ジンメルン公エドゥアルトの娘であるルイーゼ・マリーの間の長男として生まれた。1700年7月20日、ナッサウ＝ハダマール侯モーリッツ・ハインリヒの末娘アルベルティーネ・ヨハネッテ（1679年 - 1716年）と結婚し、間に3人の娘をもうけた。
- ドロテア・フランツィスカ・アグネス（1702年 - 1751年） - 1719年、分家筋のザルム＝ホーフストラーテン伯ニコラウス・レオポルトと結婚
- エリーザベト・アレクサンドリーネ・フェリーツィタス・シャルロッテ・ゴットフリーデ（1704年 - 1739年） - 1721年、リーニュ公クロード・ラモラル2世と結婚
- クリスティーネ・アンナ・ルイーゼ・オスヴァルティーネ（1707年 - 1775年） - 1726年、ヘッセン＝ローテンブルク方伯世子ヨーゼフと結婚、1753年にニコラウス・レオポルトと再婚。

1723年、叔母のコンデ公妃アンヌの死後、曾祖父マントヴァ公カルロ1世が1608年に入手したフランスのアルシュ公領の相続をめぐり、ルートヴィヒ・オットーは義弟のウルゼル公コンラッドと係争したが敗訴し、公領はウルゼル家に継承された。
1738年アンホルト城で没し、ザルム侯家本家は断絶した。分家筋で娘婿のザルム＝ホーフストラーテン伯ニコラウス・レオポルトが義父の所領と資産を継承し、1739年ザルム＝ザルム侯位を授けられた。

## 引用
1. ↑  Genealogie der 1623 gefürsteten Linie Salm (altfürstliche Linie Salm), at dr-bernhard-peter.de
2. ↑  Luise Maria, Pfalzgräfin von Simmern, at geneall.net
3. ↑  Albertine Johanna, Prinzessin von Nassau-Hadamar, at geneall.net
4. ↑  http://search.arch.be/fr/rechercher-des-archives/resultats/inventaris/index/eadid/BE-A0510_000626_003392_FRE/zoekterm/charleville/inventarisnr/I339200002778/level/file#c:2.c:23.c:1.c:5